# Pteropus temminckii
Pteropus temminckii es una especie de murciélago de la familia Pteropodidae.

## Distribución geográfica
Se encuentra en Nueva Guinea.